# Topical tac
TAC là tên viết tắt của tetracaine, adrenaline và cocaine, nó được giới thiệu bởi Pryor et al. vào năm 1980. TAC là một giải pháp gây tê tại chỗ  cho gây tê tại chỗ ở trẻ em và đã được chấp nhận nổi tiếng  như thuốc gây tê cục bộ ưa thích để sửa chữa vết rách da ở bệnh nhân nhi. 